# Paranoia Agent
Paranoia Agent (妄想代理人, Mōsō Dairinin) é uma série anime de 2004 com 13 episódios de 25 minutos, criada por Satoshi Kon e produzida pela Madhouse. Os cenários ficaram a cargo de Seishi Minakami. O desenho de personagens a Masaji Ando e a composição das músicas foi feita por Susumu Hirasawa, de Millennium Actress.

## Dublagem
- Shōnen Bat — Daisuke Sakaguchi
- Tsukiko Sagi — Mamiko Noto
- Maromi — Haruko Momoi
- Maniwa — Toshihiko Seki
- Kawazu — Kenji Utsumi
- Harumi Chouno — Kotono Mitsuishi
- Taira Yuuichi — Mayumi Yamaguchi
- Taeko Hirukawa — Nana Mizuki
- Karino — Shozo Iizuka